# MTV Europe Music Award/Best German Act
Der MTV Europe Music Award für den Best German Act wird seit 1994 verliehen.

## Übersicht

### 1990er
| Jahr                        | Künstler | Ref   |
| --------------------------- | -------- | ----- |
| 1994                        | H-Blockx | [ 1 ] |
| 1998                        |          |       |
| Thomas D and Franka Potente | [ 2 ]    |       |
| Die Ärzte                   | [ 2 ]    |       |
| Guano Apes                  | [ 2 ]    |       |
| Liquido                     | [ 2 ]    |       |
| Oli.P                       | [ 2 ]    |       |
| 1999                        | [ 2 ]    |       |
| Xavier Naidoo               | [ 3 ]    |       |
| Absolute Beginner           | [ 3 ]    |       |
| Freundeskreis               | [ 3 ]    |       |
| Guano Apes                  | [ 3 ]    |       |
| Sasha                       | [ 3 ]    |       |

### 2000er
| Jahr                 | Künstler | Ref |
| -------------------- | -------- | --- |
| 2000                 |          |     |
| Guano Apes           | [ 4 ]    |     |
| Die Ärzte            | [ 4 ]    |     |
| Die Toten Hosen      | [ 4 ]    |     |
| Echt                 | [ 4 ]    |     |
| Fünf Sterne Deluxe   | [ 4 ]    |     |
| 2001                 | [ 4 ]    |     |
| Samy Deluxe          | [ 5 ]    |     |
| Die Ärzte            | [ 5 ]    |     |
| Echt                 | [ 5 ]    |     |
| No Angels            | [ 5 ]    |     |
| Rammstein            | [ 5 ]    |     |
| 2002                 | [ 5 ]    |     |
| Xavier Naidoo        | [ 6 ]    |     |
| Die Toten Hosen      | [ 6 ]    |     |
| Herbert Grönemeyer   | [ 6 ]    |     |
| No Angels            | [ 6 ]    |     |
| Sportfreunde Stiller | [ 6 ]    |     |
| 2003                 | [ 6 ]    |     |
| Die Ärzte            | [ 7 ]    |     |
| Guano Apes           | [ 7 ]    |     |
| Xavier Naidoo        | [ 7 ]    |     |
| Seeed                | [ 7 ]    |     |
| Wir sind Helden      | [ 7 ]    |     |
| 2004                 | [ 7 ]    |     |
| Beatsteaks           | [ 8 ]    |     |
| Die Ärzte            | [ 8 ]    |     |
| Die Toten Hosen      | [ 8 ]    |     |
| Rammstein            | [ 8 ]    |     |
| Sportfreunde Stiller | [ 8 ]    |     |
| 2005                 | [ 8 ]    |     |
| Rammstein            | [ 9 ]    |     |
| Beatsteaks           | [ 9 ]    |     |
| Fettes Brot          | [ 9 ]    |     |
| Silbermond           | [ 9 ]    |     |
| Wir sind Helden      | [ 9 ]    |     |
| 2006                 | [ 9 ]    |     |
| Bushido              |          |     |
| Die Toten Hosen      |          |     |
| Rammstein            |          |     |
| Silbermond           |          |     |
| Sportfreunde Stiller |          |     |
| 2007                 |          |     |
| Bushido              | [ 10 ]   |     |
| Beatsteaks           | [ 10 ]   |     |
| Juli                 | [ 10 ]   |     |
| Sido                 | [ 10 ]   |     |
| Sportfreunde Stiller | [ 10 ]   |     |
| 2008                 | [ 10 ]   |     |
| Fettes Brot          | [ 11 ]   |     |
| Die Ärzte            | [ 11 ]   |     |
| MIA.                 | [ 11 ]   |     |
| Sido                 | [ 11 ]   |     |
| Söhne Mannheims      | [ 11 ]   |     |
| 2009                 | [ 11 ]   |     |
| Silbermond           | [ 12 ]   |     |
| Jan Delay            | [ 12 ]   |     |
| Peter Fox            | [ 12 ]   |     |
| Söhne Mannheims      | [ 12 ]   |     |
| Sportfreunde Stiller | [ 12 ]   |     |

### 2010er
| Jahr                                                                       | Künstler | Ref |
| -------------------------------------------------------------------------- | -------- | --- |
| 2010                                                                       |          |     |
| Sido                                                                       | [ 13 ]   |     |
| Gentleman                                                                  | [ 13 ]   |     |
| Jan Delay                                                                  | [ 13 ]   |     |
| Unheilig                                                                   | [ 13 ]   |     |
| Xavier Naidoo                                                              | [ 13 ]   |     |
| 2011                                                                       | [ 13 ]   |     |
| Lena                                                                       | [ 14 ]   |     |
| Beatsteaks                                                                 | [ 14 ]   |     |
| Clueso                                                                     | [ 14 ]   |     |
| Culcha Candela                                                             | [ 14 ]   |     |
| Frida Gold                                                                 | [ 14 ]   |     |
| 2012                                                                       | [ 14 ]   |     |
| Tim Bendzko                                                                | [ 15 ]   |     |
| Cro                                                                        | [ 15 ]   |     |
| Kraftklub                                                                  | [ 15 ]   |     |
| Seeed                                                                      | [ 15 ]   |     |
| Udo Lindenberg                                                             | [ 15 ]   |     |
| 2013                                                                       | [ 15 ]   |     |
| Lena                                                                       | [ 16 ]   |     |
| Cro                                                                        | [ 16 ]   |     |
| Frida Gold                                                                 | [ 16 ]   |     |
| Sportfreunde Stiller                                                       | [ 16 ]   |     |
| Tim Bendzko                                                                | [ 16 ]   |     |
| 2014                                                                       | [ 16 ]   |     |
| Revolverheld                                                               | [ 17 ]   |     |
| Marteria                                                                   | [ 17 ]   |     |
| Sido                                                                       | [ 17 ]   |     |
| Max Herre                                                                  | [ 17 ]   |     |
| Milky Chance                                                               | [ 17 ]   |     |
| Cro                                                                        | [ 17 ]   |     |
| Pre-nominations: - Adel Tawil - Kollegah - Zedd - Andreas Bourani - Casper | [ 17 ]   |     |
| 2015                                                                       | [ 17 ]   |     |
| Lena                                                                       | [ 18 ]   |     |
| Andreas Bourani                                                            | [ 18 ]   |     |
| Cro                                                                        | [ 18 ]   |     |
| Revolverheld                                                               | [ 18 ]   |     |
| Robin Schulz                                                               | [ 18 ]   |     |
| 2016                                                                       | [ 18 ]   |     |
| Max Giesinger                                                              | [ 19 ]   |     |
| Beginner                                                                   | [ 19 ]   |     |
| Robin Schulz                                                               | [ 19 ]   |     |
| Mark Forster                                                               | [ 19 ]   |     |
| Topic                                                                      | [ 19 ]   |     |
| 2017                                                                       | [ 19 ]   |     |
| Wincent Weiss                                                              | [ 20 ]   |     |
| Alle Farben                                                                | [ 20 ]   |     |
| Cro                                                                        | [ 20 ]   |     |
| Mark Forster                                                               | [ 20 ]   |     |
| Marteria                                                                   | [ 20 ]   |     |
| 2018                                                                       | [ 20 ]   |     |
| Mike Singer                                                                | [ 21 ]   |     |
| Bausa                                                                      | [ 21 ]   |     |
| Feine Sahne Fischfilet                                                     | [ 21 ]   |     |
| Namika                                                                     | [ 21 ]   |     |
| Samy Deluxe                                                                | [ 21 ]   |     |
| 2019                                                                       | [ 21 ]   |     |
| Juju                                                                       | [ 22 ]   |     |
| AnnenMayKantereit                                                          | [ 22 ]   |     |
| Luciano                                                                    | [ 22 ]   |     |
| Marteria and Casper                                                        | [ 22 ]   |     |
| Rammstein                                                                  | [ 22 ]   |     |

### 2020er
| Jahr          | Künstler | Ref |
| ------------- | -------- | --- |
| 2020          |          |     |
| Fynn Kliemann | [ 23 ]   |     |
| Apache 207    | [ 23 ]   |     |
| Lea           | [ 23 ]   |     |
| Nico Santos   | [ 23 ]   |     |
| Shirin David  | [ 23 ]   |     |
| 2021          | [ 23 ]   |     |
| badmómzjay    | [ 24 ]   |     |
| Álvaro Soler  | [ 24 ]   |     |
| Provinz       | [ 24 ]   |     |
| Tokio Hotel   | [ 24 ]   |     |
| Zoe Wees      | [ 24 ]   |     |